# Ricimer
Flavi Ricimer (llatí: Flavius Ricimerus; ? – 18 d'agost de 472) fou un cap bàrbar fill d'un reietó sueu i d'una princesa visigoda, net del rei visigot Vàlia. Fou considerat el faedor de reis i el governant efectiu de l'imperi Romà d'Occident entre el 456 i el 472. Va passar la joventut a la cort de Valentinià III. Va servir amb distinció amb el general Aeci i va arribar a la dignitat de comes.
El 456 va obtenir en aigües de Còrsega una decisiva victòria naval sobre els vàndals, i tot seguit va derrotar les forces de terra del mateix poble prop d'Agrigent a Sicília. Aquestes victòries el van fer molt popular i li van permetre assolir el poder: va tornar a Itàlia i es va revoltar a Ravenna, i va obtenir el suport del senat (Avit havia perdut el suport popular); Avit que era a la Gàl·lia va marxar al seu encontre i es va lliurar la sagnant batalla de Placència (17 d'octubre del 456) en la qual Avit va ser capturat i va perdre la corona, i fou de fet obligat a convertir-se en bisbe de Placentia i aviat Ricimer va aconseguir que el senat el condemnés a mort (va fugir i va morir poc després a l'Alvèrnia).
Marcià, emperador oriental (finals del 456), va agafar també el títol d'emperador d'Occident i el 457 ho va fer el seu successor Flavi Valeri Lleó, però només nominalment, ja que Ricimer tenia el control; el mateix va fer l'emperador Lleó i no es va proclamar emperador per respectar la llei de què un bàrbar no podia ser emperador romà, col·locant al tron a Majorià, i llavors va rebre l'aprovació de Lleó que li va donar a Ricimer el títol de patrici.
Majorià va actuar massa independent del seu mentor i el 2 d'agost del 461 fou obligat a abdicar i va morir poc després. Libi Sever fou posat al tron per Ricimer, però Lleó I no el va reconèixer i a la Gàl·lia es va revoltar el general Egidi (a aquests territoris Ricimer mai no havia aconseguit imposar la seva autoritat).
Libi Sever va morir el 465, potser enverinat per Ricimer, i durant 18 mesos no hi va haver emperador i el poder va estar plenament en mans de Ricimer fins a l'abril del 467 quan Antemi fou proclamat emperador a proposta de l'emperador romà d'Orient, que fou acceptada pel senat i per Ricimer, que només va posar la condició que la filla del candidat, Alipia, li fos donada en matrimoni, cosa que fou concedida. Antemi i Ricimer van governar conjuntament inicialment amb bon acord, però després van començar a sorgir discrepàncies; Ricimer es va retirar a Milà on estava disposat a declarar la guerra al seu sogre però al final es van reconciliar per la intervenció de Sant Epifani, i va tornar l'harmonia fins al 472 quan fou coneguda la sort del patrici oriental Aspar, que tenia una situació a Orient en certa manera similar a la de Ricimer a Occident.
Llavors va decidir assolir tot el poder per mitjà d'un emperador totalment supeditat i va sortir de Milà, on es trobava, i va anar a assetjar Roma amb un exèrcit de fidels; ja abans de conquerir la ciutat va oferir la corona a Olibri, que Lleó havia enviat per negociar la pau entre els dos bàndols; Ricimer va ocupar la ciutat eterna i Antimi va morir (11 de juliol del 472); Olibri fou coronat, sota el control ferri de Ricimer, però al cap de 40 dies aquest va morir d'unes febres (8 d'agost del 472). Gundobald de Borgonya no va tardar a agafar el protectorat imperial i en morir Olibri pocs mesos més tard, de suposada mort natural, va col·locar al tron al seu candidat Gliceri.